# Мохов, Сергей Викторович
Серге́й Ви́кторович Мо́хов (род. 17 февраля 1990, Москва) — российский социальный антрополог, кандидат социологических наук НИУ ВШЭ, лауреат премии имени Александра Пятигорского VI сезона.

## Научная деятельность
Окончил Московскую высшую школу социальных и экономических наук (2015, MA in public history) и аспирантуру Высшей школы экономики, кандидат социологических наук НИУ ВШЭ (2019), диссертация посвящена становлению похоронной индустрии в современной России. Исследование выполнено на основе этнографической работы: на протяжении нескольких лет Мохов работал в похоронной бригаде в Калужской области.
Стипендиат Oxford Russia Fellowship (2018—2019) с проектом исследования системы паллиативного ухода за умирающими и тяжелобольными людьми в современной России. В настоящее время занимается изучением уходовых практик в позднесоветское время и современной России, ведет этнографическую работу в хосписах Сибирского региона, занимается историей советской онкологии и альтернативных методов лечения тяжелых заболеваний.
Автор книги «Рождение и смерть похоронной индустрии: от средневековых погостов до цифрового бессмертия» (М.: Common place, 2018), удостоенной Литературной премии имени Александра Пятигорского за лучшее философское сочинение VI сезона: по мнению председателя жюри Ксении Голубович, «Мохов вынес на рассмотрение русскоязычной аудитории целую предметную область, которая прежде оставалась не вписанной в наше культурное поле». Книга также попала в короткий список премии Андрея Белого в разделе «гуманитарные исследования».
В 2020 году вышла вторая книга Мохова в издательстве Individuum под названием «История смерти. Как мы боролись и принимали». Книга посвящена возросшему публичному интересу к теме смерти, а также анализу ключевых дебатов о смерти и умирании в XX—XXI веке: эвтаназии, паллиативной медицины, бессмертии, горе и скорби, популярной культуре и некрополитике. Книга включена в длинный список литературной премии «Национальный бестселлер», а так же вошла в короткий список премии «Просветитель» 2021 года.
Неоднократно публиковался в журналах «Этнографическое обозрение», «Антропологический форум», «Социологический журнал», «Экономическая социология» и других, а также в англоязычном журнале «Mortality».
В конце 2021 года вышла англоязычная книга «Death and funerary practices in Russia» в британском издательстве Roultedge.
В 2019 году подготовил и издал первое русское издание классической для антропологии смерти книги французского антрополога Роберта Герца «Смерть и правая рука» (1909). Предисловие написал Иван Куликов.
С 2015 года издатель и редактор первого российского научного журнала о death studies «Археология русской смерти».
Автор курса «Смерть и умирание в науке, политике, культуре» для интернет-проекта InLiberty.
В 2018—2019 гг. преподавал в НИУ ВШЭ на факультете культурологии.
Амбассадор The Association for the Study of Death and Society (ASDS) в России.
С 2019—2022 гг. — научный сотрудник Центра медицинской антропологии ИЭА РАН; 
C 2021 года — 2023 гг. — научный сотрудник в Ливерпульском университете им. Джона Мурса.
С 2024 года занимается бизнесом, развивает собственное исследовательское и консалтинг агентство "Поле".

## Частная жизнь
В 2013—2016 годы участвовал в спортивных соревнованиях по пауэрлифтингу. Чемпион Москвы, Московской области и России по версиям WPC, IPL.
Мастер спорта международного класса WPC, обладатель спортивного звания «Элита России» от Союза пауэрлифтеров России.
С 2023 года занимается грепплингом и бразильским джиу-джитсу, обладатель синего пояса, выступает на соревнованиях.
Бывшая жена — активист и оппозиционный политик Любовь Соболь. Есть дочь Мирослава (род. 2014).

## Покушение
В ноябре 2016 года подвергся нападению неизвестных, впрыснувших ему с помощью шприца яд. Сразу после покушения Соболь предположила, что нападение может быть связано с работой Мохова над темой кладбищенской инфраструктуры и исследованием рынка ритуальных услуг или с её деятельностью в ФБК, где она с коллегами расследовала деятельность Евгения Пригожина. Согласно расследованию «Новой газеты», нападение было организовано подчинёнными Евгения Пригожина, госконтракты которого изучал ФБК. Полиция пять раз отказывалась заводить уголовное дело в связи с нападением; Мохов подал иск в ЕСПЧ на её бездействие. В апреле 2020 года Евгений Пригожин подал иск к Соболь с требованием опровергнуть обвинения в причастности к нападению на её мужа.